# 全国珠算競技大会クリスマスカップ
全国珠算競技大会クリスマスカップ（ぜんこくしゅざんきょうぎたいかいクリスマスカップ）は珠算の全国大会の1つである。通称クリスマスカップ。大会名の後には西暦年が入る。2000年から始まった。

## 基本的事項
- 日時:毎年12月のクリスマスに最も近い土曜日と日曜日
- 場所:浦和東武ホテル（2000年～2006年）埼玉大学大久保キャンパス教育会館（2007年）浦和コミュニティセンター（2008年～2009年）さいたま市文化センター（2010年～2013年）ロイヤルパインズホテル浦和（2014年～）

## 大会運営
- 主催：日本珠算協会（2000年大会から2004年大会は浦和珠算連盟、2005年、2006年大会はさいたま珠算連盟であった。）
- 共催：さいたま市・月刊サンライズ（2007年までさいたま商工会議所）

## 概要
- 他の全国大会は主催する珠算連盟に登録し、都道府県予選を通過したり、検定試験の取得段位の基準を超えたりしなければ本選に出場できないが、今大会は出場資格はなく、そろばんを嗜んでいる人ならば誰でも出場可能である。そのため参加人数は年々増加している。日本一規模の大きい全国珠算競技大会である。
- 他の全国大会では年齢別に区別されることがあまりないが、大会は小学2年生以下の部、小学3,4年生の部、小学5,6年生の部、中学生の部、高校生の部、一般の部と細かく分類される。また、6つの部門とは別に年齢に関係のない日本一決定戦がある。
- 各部門それぞれ総合競技上位10名は、壇上に上がって競技をするため、見て楽しめる競技会と言える。

## 歴史
- 2000年　ミレニアム記念大会して初開催。
- 2002年　この年から日本一決定戦が行われるようになった。
- 2007年　様々な理由上2006年大会をもって打ち切られる予定であったが、周りからの継続開催の希望が多かったため、主催が日本珠算協会になって新たにスタートを切った。この年から日本一決定戦は申込制から各部門の種目別に上位10名が自動的に日本一決定戦に出場できる制度になった。
- 2020年・2021年　新型コロナウイルスの影響でオンライン開催

## 練習問題集
- 2004年から毎年、Sunriseから問題集が出版されている。A問題は2004年から毎年出版されているが、B問題は2004年と2005年しか出版していない。しかし、2007年にはPDF版の問題集がA問題もB問題も出版されている。

## 実施種目
- そろばん日本一
- 個人総合
- 読上暗算
- 読上算
- 英語読上算
- フラッシュ暗算